# Асаф (Библия)
Аса́ф (ивр. אסף‎) — певец и музыкант, автор нескольких псалмов, вошедших в книгу Псалтирь.

## Биография
Асаф жил в эпоху Давида, родословную вёл от Гирсона, старшего сына Левия. Согласно автору Паралипоменон, Асаф сначала один, a затем вместе с Еманом и Ефаном руководил богослужебным пением в сооружённой Давидом скинии на Сионе; его сыновья были начальниками четырёх разрядов певцов по двенадцать членов в каждом (1Пар. 6:33 и след.; 1Пар. 15:17; 1Пар. 16:5; 1Пар. 25:1).

### Потомки
Во 2 книге Паралипоменон упоминается левит Иозиил, выступивший в качестве пророка при Иосафате и происходивший в пятом поколении от Матфании, сына Асафа (2Пар. 20:14). Затем род Асафа упоминается в эпоху Езекии (2Пар. 29:13) и Иосии (2Пар. 35:15). С Зоровавелем и Иисусом вернулось из плена 128 (Езд. 2:41) или, по другому указанию, 148 членов его (Неем. 7:44), которые принимали деятельное участие в реставрации храма и возрождении его богослужебной практики  (Езд. 3:10). Как глава всего рода в одном списке жителей Иерусалима периода после изгнания указывается Матфания (любимое имя указанного рода), происходивший от первенца Αсафа, Заккура (1Пар. 25:2). Два правнука последнего упоминаются как современники Неемии. Из них один, Уззий, сын Вания, назван начальником левитов, которым была поручена служба при жертвоприношениях (2Пар. 11:22), другой, Захария, сын Ионафана, был руководителем одного из двух благодарственных хоров, певших при освящении городских стен (2Пар. 12:35).

## Псалмы
Асаф, помимо того, известен как псалмопевец, занимавший равное с Давидом положение (2Пар. 29:30, Неем. 12:46). Ему приписываются двенадцать псалмов, из которых один (49-й) находится во второй книге, a остальные (72–82) образуют главное основание третьей; они все относятся к так называемым «псалмам элогиста», так как в них имя «Элогим» встречается особенно часто, между тем как термин «Иегова» употребляется весьма редко. Псалмы, приписываемые Асафу, отмечены некоторыми характерными особенностями, главным образом тем пророческим тоном, в связи с которым встречаются частые вставки собственной речи Бога. Можно было бы предположить, что именно по этой причине Асаф носил (2Пар. 29:30) пророческий титул «провидец», חוזה, если бы другие тексты (1Пар. 25:5, 2Пар. 35:15) не указывали, что это прозвище применялось ко всем певцам, вероятно, вследствие родства поэтически-религиозного воодушевления с пророческим.